# Montigny (Sena Marítimo)
 Montigny  es una población y comuna francesa, en la región de Alta Normandía, departamento de Sena Marítimo, en el distrito de Rouen y cantón de Notre-Dame-de-Bondeville.

## Demografía
| 681 | 836 | 933 | 1028 | 1051 | 1114 |
| Para los censos de 1962 a 1999 la población legal corresponde a la población sin duplicidades (Fuente: INSEE [Consultar]) |     |     |      |      |      |